# بیگ جان مازمانیان
بیگ جان مازمانیان (انگلیسی: Big John Mazmanian; ۱۸ مهٔ ۱۹۲۶ – ۲۱ ژوئیهٔ ۲۰۰۶) مهندس اهل ارمنی‌تبار اهل ایالات متحده آمریکا بود. همچنین اور را به نام جان مازمانیان بزرگ می‌شناسند، او در مسابقات اتوموبیل‌رانی NHRA آمریکایی ظهور کرد و مشهور شد.